# Malojapasset
Malojapasset (1.815 m.o.h. (italiensk: Passo del Maloja) er et bjergpas i alperne, der forbinder byerne Chiavenna i Italien med Silvaplane i Schweiz. Det markerer vandskellet mellem Donau og Po. Floden Inn udspringer tæt ved passet. Inn løber gennem Innsbruck og munder ud i Donau. 
Nord for passet udgøres bjergene af Albula Alperne. Mod syd ligger Bernina Alperne.  
Malojapasset er åbent om vinteren. Efter store snefald kan vejen være lukket i et par timer eller en hel dag. 

## Galleri
- Skumring på Malolja
- Forno gletsjer
- Snedække på Maloja
- Passet set fra vest[7]

## Historie
Den primære brug af Malojapasset under romertiden var som en adgangsvej til Julierpasset og gennem til Tyrol langs Via Claudia-ruten. Septimerpasset var vigtigere, da det var kortere og en mere direkte nord-syd-forbindelse. Passet blev mere benyttet efter opførelsen af en lille vej i 1776 og en mere moderne vej med 22 sving blev bygget i 1827.
Vejen blev fuldstændig genopbygget i 1957 til omkring dagens standard. Opførelse af San Bernardino-vejtunnelen i 1967 og Gotthard-vejtunnelen i 1980 betød en betydelig nedgang i godstransporten over Maloja-passet.